# Żaklin Nastić
Żaklin Nastić, née le 29 janvier 1980 à Gdynia en Pologne, est une femme politique allemande élue du parti Die Linke. En octobre 2023, elle quitte Die Linke pour rejoindre l'Alliance Sahra Wagenknecht - Pour la raison et la justice,. Elle est membre du Bundestag pour le Land de Hambourg depuis 2017.

## Biographie
Née à Gdynia, en Pologne, Żaklin Nastić est arrivée à Hambourg en 1990 et a ensuite étudié les langues slaves. Elle est devenue membre du Bundestag après les élections fédérales allemandes de 2017 avant d'être réélue en 2021. Entre 2017 et 2021, elle est membre de la commission des droits de l'homme et de l'aide humanitaire.
Elle s'oppose au soutien militaire à l'Ukraine,.